# Jackson (New Hampshire)
Jackson – miasto w Stanach Zjednoczonych, w stanie New Hampshire, w hrabstwie Carroll.